# Una Morris

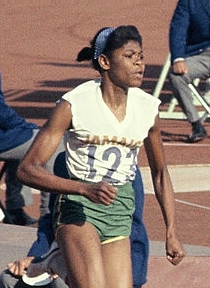
Una Morris bei den Olympischen Spielen 1964

Una Morris (Una Lorraine Morris; * 17. Januar 1947 in Kingston) ist eine ehemalige jamaikanische Sprinterin.
Bei den Olympischen Spielen 1964 in Tokio wurde sie über 200 Meter Vierte. Über 400 Meter erreichte sie das Halbfinale, und in der 4-mal-100-Meter-Staffel schied sie im Vorlauf aus.
1966 siegte sie bei den Zentralamerika- und Karibikspielen über 200 Meter. Bei den British Empire and Commonwealth Games in Kingston gewann sie über 440 Yards und mit der jamaikanischen 4-mal-110-Yards-Stafette Bronze; über 220 Yards wurde sie Sechste.
Im Jahr darauf holte sie bei den Panamerikanischen Spielen 1967 in Winnipeg eine weitere Bronzemedaille in der 4-mal-100-Meter-Staffel und wurde Sechste über 200 Meter.
Bei den Olympischen Spielen 1968 in Mexiko-Stadt erreichte sie über 200 und 400 Meter das Halbfinale. In der 4-mal-100-Meter-Staffel wurde sie mit der jamaikanischen Mannschaft in der ersten Runde disqualifiziert.
1970 scheiterte sie bei den British Commonwealth Games in Edinburgh über 200 Meter im Vorlauf.
Bei den Olympischen Spielen 1972 in München schied sie über 200 Meter im Viertelfinale und in der 4-mal-400-Meter-Staffel im Vorlauf aus.
1967 wurde sie US-Hallenmeisterin über 220 Yards.

## Persönliche Bestzeiten
- 100 m: 11,4 s, 20. Juli 1968, Nashville
- 200 m: 23,58 s, 19. Oktober 1964, Tokio
- 440 yds: 54,2 s, 8. August 1966, Kingston (entspricht 53,9 s über 400 m)